# بروس ن. ليفين
بروس ن. ليفين (بالإنجليزية: Bruce N. Levine)‏ هو مدرب خيول أمريكي، ولد في 7 فبراير 1955 في نيويورك في الولايات المتحدة.